# Hans Peter Hansen (minister)
 Der er flere personer med dette navn, se Hans Hansen.
 Der er flere personer med dette navn, se H.P. Hansen.
 Ikke at forveksle med H.P. Hanssen.
Hans Peter Hansen (født 6. oktober 1872 i Nykøbing Sjælland, død 17. januar 1953 i Charlottenlund) var en dansk politiker (Socialdemokraterne) og minister.
Hans Peter Hansen, født i Nykøbing Sjælland, søn af arbejdsmand Ole Hansen og hustru Kirstine, født Larsen. Han tjente på landet 1886-90; derefter lagerarbejder i København, forretningsfører ved Fyns Social-Demokrat 1900-02, redaktør af Vestsjællands Social-Demokrat 1902-19; folkevalgt borgmester i Slagelse 1917-27, Statens repræsentant i bestyrelsen for Store Nordiske Telegrafselskab 1926-32, forsvarsminister i det andet ministerium Stauning 1932-33 og finansminister 1933-37.
Medlem af Slagelse Byråd 1906-46, medlem af Sorø Amts Skoleråd, formand for Den danske Købstadsforening 1929-46 og for Nationalforeningen til Tuberkulosens Bekæmpelse, medlem af Socialdemokratiets hovedbestyrelse 1906-15, Folketingsmand for Slagelsekredsen 1913-45, formand i Folketinget 1924-32 og for den parlamentariske Kommission af 1945; Medlem af Landmandsbankens bankråd 1938 og af Udenrigspolitisk Nævn 1941-45 samt formand for Dansk Interparlamentarisk Gruppe 1942-45.
Han var gift med Louise H., f. 20. maj 1877, datter af skrædder J. Nielsen, (død 1920) og Hustru Karen C. Sørensen (død 1914).